# Steve Kuberski
Stephen Paul « Steve » Kuberski, né le 6 novembre 1947 à Moline, dans l'Illinois, est un joueur américain de basket-ball. Il évolue durant sa carrière aux postes d'ailier fort et de pivot.

## Palmarès
- Champion NBA en 1974 et 1976 avec les Celtics de Boston